# Hans-Adolf Asbach

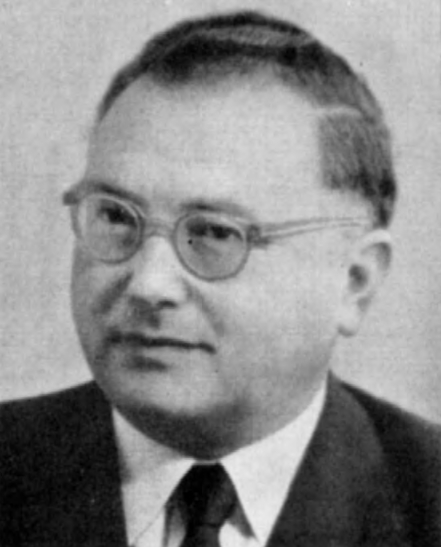
Hans-Adolf Asbach (1954)

Hans-Adolf Asbach (* 18. September 1904 in Demmin; † 31. März 1976 in Eutin) war ein deutscher Jurist und Politiker (GB/BHE). In der Zeit des Nationalsozialismus war Asbach als Kreishauptmann an der Durchsetzung der deutschen Politik im besetzten Polen und in Galizien beteiligt. Von 1950 bis 1957 war er Sozialminister des Landes Schleswig-Holstein. Ein 1961 eingeleitetes Ermittlungsverfahren wegen des Verdachts, Asbach sei an der Ermordung von Juden beteiligt gewesen, führte nicht zu einer Anklageerhebung.

## Leben
Der Sohn eines Konrektors absolvierte nach dem Abitur in Demmin ein Studium der Rechtswissenschaft an den Universitäten Freiburg und Kiel, welches er 1930 mit dem ersten und 1934 mit dem zweiten juristischen Staatsexamen beendete. Während seines Studiums wurde Asbach 1926 Mitglied der Burschenschaft Arminia Kiel, 1951 Mitglied der Burschenschaft Hansea Hamburg. Hans-Adolf Asbach war verheiratet mit Waltraut geb. Heidemann und hatte drei Kinder.
Zum 1. Mai 1933 trat Asbach in die NSDAP ein (Mitgliedsnummer 2.251.967). Ab 1934 arbeitete er als Rechtsberater für die Deutsche Arbeitsfront in Stettin; ab 1939 leitete er das dortige Sozialamt. Zwischen 1934 und 1935 war er Mitglied der SA. Danker und Lehmann-Himmel charakterisieren ihn in ihrer Studie über das Verhalten und die Einstellungen der Schleswig-Holsteinischen Landtagsabgeordneten und Regierungsmitglieder der Nachkriegszeit in der NS-Zeit als „exponiert nationalsozialistischen Besatzungsakteur“.

### Kreishauptmann im Generalgouvernement
Nach dem deutschen Überfall auf Polen wechselte Asbach Anfang Januar 1940 als Referent in die Regierung des Generalgouvernements in Krakau. Im Oktober 1940 wurde er als Kreishauptmann oberster ziviler Verwalter des Landkreises Janów Lubelski. Als Kreishauptmann ließ Asbach im März 1941 ein Straflager für „Arbeitsscheue“ und Personen einrichten, die Anordnungen nicht erfüllt haben oder Pflichten nicht nachgekommen sein sollen. Im Februar und Juni 1941 setzte er die Aussiedlung von ungefähr 2200 polnischen Juden aus der Stadt Kraśnik in Gang. Nach eigenen, Ende der 1940er Jahre entstandenen Aufzeichnungen hatte Asbach bereits bei seiner Bewerbung um eine Stelle im Generalgouvernement die Stelle eines Kreishauptmanns angestrebt, da er so „an nicht unwichtiger Stelle meinem Heimatland viel nützen“ könne. Als Kreishauptmann habe er einen „selbständigen, unabhängigen, ja fast selbstherrlichen Wirkungskreis“ gehabt, so Asbach.
Im August 1941 wurde Asbach Kreishauptmann von Bereschany (polnisch: Brzeżany), einer im Distrikt Galizien gelegenen Stadt, die nach dem deutschen Angriff auf die Sowjetunion Teil des Generalgouvernements geworden war. In Bereschany unterstanden Asbach gut 20 deutsche und circa 30 bis 40 polnische oder ukrainische Bedienstete, mit denen er die deutsche Besatzungspolitik gegenüber den rund 350.000 Einwohnern des Kreises durchsetzen sollte.
Im Oktober 1941 befahl Asbach eine Versammlung der in Bereschany lebenden Juden. Von den Versammelten wurden 600 festgehalten; für ihre Freilassung erhob Asbach von der jüdischen Gemeinde der Stadt eine Kontribution, für die es keine rechtliche Grundlage gab. Trotz der gezahlten Kontribution wurden die festgehaltenen Juden am nächsten Tag erschossen.
Einen Teil der Kontribution verwandte Asbach für die Anfertigung von Plänen zur Umgestaltung der Stadt Bereschany, die im Krieg stark zerstört worden war. Nach eigenen späteren Angaben wollte Asbach „aus meiner Stadt Brzezany ein architektonisches Kleinod des Ostens […] machen“; dabei sah er sich in der Tradition der „deutschen Baumeister des Mittelalters in Krakau u[nd] Warschau“. Asbach beauftragte zwei Dresdner Architekturprofessoren mit der Stadtplanung und dem Entwurf von Gebäuden. Im Zuge der Bauplanungen wurde ein Stadtteil Bereschanys vollständig abgerissen. Für die Arbeiten wurden etwa 250 bis 400 Juden herangezogen, die in einem Zwangsarbeitslager untergebracht waren. Nach Zeugenaussagen stießen Asbachs Bauplanungen sowie sein aufwändiger Lebensstil mehrfach auf die Kritik vorgesetzter Behörden.
In Bereschany gab es bereits früh einen festen Wohnbezirk für Juden; die Einrichtung eines Ghettos verzögerte sich durch die Kriegszerstörungen und Asbachs Bauplanungen. Nach mehrfachen Aufforderungen vorgesetzter Behörden wurde im Herbst 1942 ein Ghetto eingerichtet, das Ende 1942 vollständig abgeriegelt war. Die Lebensbedingungen im Ghetto waren von Hunger, Krankheit und Tod gekennzeichnet, in einzelnen Häusern wohnten zwischen 150 und 200 Juden. Asbachs Verhalten gegenüber den Juden in Bereschany wird als das eines überzeugten Antisemiten beschrieben, „der die Vertreibung der Juden aus seinem Kreis äußerst gründlich betrieb. Dies geschah allerdings unter Ausnutzung ihrer Arbeitskraft und ihrer finanziellen Ressourcen.“
Im Februar 1943 wurde Asbach zur Wehrmacht eingezogen. Asbach behauptete nach Kriegsende, er habe sich wegen Streitigkeiten zwischen der Zivilverwaltung und den Sicherheitskräften freiwillig und gegen den Willen seiner Vorgesetzten zur Wehrmacht gemeldet. Laut Zeugenaussagen war Asbachs Nachfolger bereits im Januar 1943 in Bereschany eingetroffen, konnte sein Amt als Kreishauptmann jedoch nicht übernehmen, da Asbach sich weigerte, seinen Posten zu räumen. Möglicher Hintergrund von Asbachs Ausscheiden sind Auseinandersetzungen zwischen der Zivilverwaltung und den Sicherheitskräften, bei denen seitens der Zivilverwaltung die bei systematischen Ermordung der Juden angewandten Methoden kritisiert wurden. So wandten sich Verwaltungsstellen gegen „Menschenjagden“ in der Öffentlichkeit, da ein Ansehensverlust im polnischen und ukrainischen Bevölkerungsanteil befürchtet wurde. Zudem gab es Differenzen um die Rückstellung von Juden, die als Zwangsarbeiter benötigt wurden.
Bei Kriegsende wurde Asbach im April 1945 in der Nähe von Wismar von britischen Truppen gefangen genommen. Im Juni 1945 wurde er aus der alliierten Kriegsgefangenschaft entlassen. Asbach zog nach Schleswig-Holstein und arbeitete zunächst als Landarbeiter in Rixdorf. Ab März 1946 absolvierte er eine Maurerlehre, die er im April 1948 mit der Gesellenprüfung abschloss. Zunächst weiter als Maurer tätig, wurde er Ende 1948 arbeitslos. In der Entnazifizierung war Asbach 1947 in die Kategorie V („unbelastet“) eingestuft worden. Wegen Asbachs Tätigkeit als Kreishauptmann von Janów Lubelski hatte die Volksrepublik Polen einen Auslieferungsantrag gestellt.
Ab 1947 verfasste Asbach umfangreiche autobiographische Aufzeichnungen über sein Leben bis in die Nachkriegszeit. Dabei sprach er Polen im Hinblick auf die Vertreibung der Deutschen die moralische Berechtigung ab, deutsche Kriegsverbrecher namhaft zu machen. Angesichts Äußerungen von Politikern und Vertretern der Kirche zur Schuldfrage wie dem Stuttgarter Schuldbekenntnis vom Oktober 1945 behauptete Asbach, damit würden „Selbstzerfleischung und Selbstanklage […] zum System erhoben“. Dem Historiker Markus Roth zufolge offenbaren die Aufzeichnungen Asbachs ein Denken in Polaritäten, in „nachträglich imaginierten oder zweckmäßig zugespitzten Gegensätze[n]“, beispielsweise zwischen Zivilverwaltung und SS, bei denen Asbach „immer auf der richtigen Seite“ stand. Dabei nehme Asbach reale Bezugspunkte und verbiege sie „durch Weglassungen, Verschiebungen und Absolutsetzungen zu einer exkulpierenden Tatsache“. „Asbach hat, folgt man seinen Aufzeichnungen, von nichts gewußt, nichts Schlimmes getan und musste hilflos dem Treiben anderer zusehen. Die Frage nach eigener Schuld oder Verantwortung blendete er komplett aus“, so Roth. Bei einer Ende der 1960er und Anfang der 1970er Jahre vorgenommenen Überarbeitung versuchte Asbach antisemitische Passagen seiner Aufzeichnungen zu entschärfen, „allerdings mit nur mäßigem Erfolg“. Roth führt dies mehr auf einen „Anpassungsprozess nach außen“ als auf einen Einstellungswandel zurück.

### Sozialminister in Schleswig-Holstein
In der Zeit seiner Arbeitslosigkeit ab 1949 engagierte sich Asbach in Vertriebenenorganisationen: So war er als Rechtsberater für Flüchtlinge und Vertriebene aktiv und wurde Sozialreferent der Pommerschen Landsmannschaft. Im Januar 1950 war er Gründungsmitglied der Vertriebenenpartei Bund der Heimatvertriebenen und Entrechteten (BHE) und gehörte anschließend dem Landesvorstand in Schleswig-Holstein an. Bei der Landtagswahl im Juli 1950 erzielte der BHE 23,4 Prozent; Asbach erhielt ein Direktmandat im Wahlkreis Eutin-Ost und 39,9 Prozent der Stimmen, das beste BHE-Ergebnis in einem Wahlkreis. Nach der Wahl bildete sich eine Koalition aus CDU, DP, FDP und BHE; der CDU-Politiker Walter Bartram wurde zum Ministerpräsidenten gewählt und berief Asbach am 5. September 1950 als Minister für Soziales, Arbeit und Flüchtlingsfragen in die Landesregierung.
Die Bildung des Kabinetts Bartram war von scharfer Kritik begleitet, da fünf von sechs Ministern frühere Mitglieder der NSDAP waren. Die Frankfurter Rundschau sprach von einer „Renazifizierung großen Stils in Schleswig-Holstein“; die SPD-Parteizeitung Neuer Vorwärts bezeichnete die Regierung als „Koalition aus SA, SS und NSDAP“. Laut einem Bericht der New York Herald Tribune vom 23. November 1950 stand Asbach im Verdacht, in der Ukraine Massenmorde begangen zu haben. Im Britischen Unterhaus stellte der Labour-Abgeordnete Horace King vier Tage später eine Anfrage zur schleswig-holsteinischen Landesregierung und wies dabei auf Asbachs Funktion in der Ukraine hin.
In der Landespolitik avancierte Asbach – so der Historiker Robert Bohn – zum „Impresario der schleswig-holsteinischen Entnazifizierungsabwicklung“, nachdem der Landtag im März 1951 das „Gesetz zur Beendigung der Entnazifizierung“ verabschiedet hatte. Das Gesetz stellte die in Kategorie III („Minderbelastete“) und IV („Mitläufer“) Eingeordneten den Unbelasteten der Kategorie V gleich und ging damit weit über den zuvor vom Bundestag beschlossenen Rahmen hinaus. Im Wahlkampf zur Bundestagswahl 1953 nannte Asbach die Entnazifizierung eine „Gesinnungsschnüffelei“, die „Unrecht und Unglück“ gebracht habe. Im Januar 1956 bezeichnete Asbach die Entscheidung einer Berliner Spruchkammer, Teile des Vermögens des im Spandauer Kriegsverbrechergefängnis inhaftierten Großadmirals Karl Dönitz einzuziehen, als eine „Sippenhaft“ für Dönitz’ Frau.
Staatssekretär Asbachs wurde Hans-Werner Otto (DP), der zwischen 1942 und 1944 im Reichskommissariat Ukraine als Gebietskommissar tätig war, eine mit dem Kreishauptmann vergleichbare Position. Asbach und Otto, der als Vertrauter des Ministers galt, beeinflussten zusammen gezielt die Personalpolitik im schleswig-holsteinischen Sozialbereich. Bevorzugt eingestellt wurden Mitarbeiter, „deren NS-Belastung wohl eher als Qualifikation denn als Hinderungsgrund angesehen wurde“, so der Historiker Markus Roth. Zu diesem Personenkreis gehörte Max Timm, im Reichsarbeitsministerium ab 1942 maßgeblich an der Koordination des Arbeitseinsatzes von „Fremdarbeitern“ beteiligt. Timm wurde 1950 Leiter der Abteilung Arbeit im Ministerium und war ab 1954 auch für die Sozialgerichte zuständig. Hartmut Gerstenhauer, vom Herbst 1939 bis September 1940 Kreishauptmann im Generalgouvernement, wurde 1950 als Jurist beim Oberversicherungsamt Schleswig eingestellt und übernahm 1954 die Leitung des dortigen Sozialgerichts.
Als Sozialminister blieb Asbach auch unter den Ministerpräsidenten Friedrich Wilhelm Lübke (ab Juli 1951) und Kai-Uwe von Hassel (ab Oktober 1954) im Amt. Im Kabinett von Hassel war er Stellvertretender Ministerpräsident. In seiner Partei, 1952 in GB/BHE umbenannt, übernahm Asbach 1954 den Landesvorsitz; zudem war er Landesvorsitzender der Pommerschen Landsmannschaft.
Am 21. Oktober 1957 trat Asbach zurück. Er kam damit der Entlassung durch Ministerpräsident von Hassel zuvor. Von Hassel erklärte, er habe Asbach entlassen wollen, da dieser in Segeberg Baumaßnahmen versprochen hatte, obwohl die diesbezüglichen Haushaltsmittel bereits erschöpft waren. Hintergrund der geplanten Entlassung waren Äußerungen Asbachs nach der Bundestagswahl 1957, bei der die GB/BHE erstmals an der Fünf-Prozent-Hürde gescheitert war. Asbach hatte das Wahlrecht der Bundestagswahl als „unfair und undemokratisch“ bezeichnet und erklärt, da mit der GB/BHE kein Interessenvertreter der Vertriebenen mehr im Bundestag vertreten sei, sei das Parlament „nicht ausreichend legitimiert […], über ostdeutsche Probleme Entscheidungen zu treffen“. Zudem war es innerhalb der GB/BHE zu Auseinandersetzungen gekommen, bei denen die Landtagsfraktion eine enge Anlehnung an die CDU befürwortete, während der Landesverband unter Asbach für eine radikale Opposition gegen die Bundesregierung eintrat.
Asbach blieb bis 1962 Landtagsabgeordneter; nach der Wahl 1958 wurde er stellvertretender Vorsitzender des Landtagsausschusses für Ernährung, Landwirtschaft und Forsten. Als GB/BHE-Landesvorsitzender wurde er 1960 durch Herbert Beer abgelöst. Mit der Fusion von GB/BHE und DP wurde Asbach 1961 Mitglied der Gesamtdeutschen Partei (GDP). Von 1959 bis 1964 war er Geschäftsführer bei der Wohnungsbaugesellschaft Nordmark und danach noch als Seminarleiter tätig.

### Ermittlungsverfahren wegen nationalsozialistischer Gewaltverbrechen (NSG-Verfahren)
Im Juni 1961 erstattete ein jüdischer Arzt, der in der Zeit der deutschen Besetzung in Bereschany gelebt hatte, Anzeige gegen Asbach. Der Anzeige zufolge soll Asbach aktiv an der Ermordung von Juden teilgenommen haben. Die Ludwigsburger Zentralstelle leitete ein Vorermittlungsverfahren wegen Mordes oder Beihilfe zum Mord ein, das im Februar 1964 an die Staatsanwaltschaft Kiel abgegeben wurde. Im September 1964 berichteten die Kieler Nachrichten über das Ermittlungsverfahren gegen Asbach. Zuvor hatte das Kieler Justizministerium die Zeitung darauf hingewiesen, dass eine frühe Berichterstattung dem Verfahren schaden könne, da Asbach noch nicht vernommen worden war. Nach dem Bericht der Kieler Nachrichten, der von anderen Zeitungen aufgegriffen wurde, wandte sich Asbach in Briefen an Politiker wie dem GDP-Vorsitzenden Hermann Ahrens und den Ministerpräsidenten Helmut Lemke, von dem er forderte, alles zu tun, um Ehre und Ansehen eines früheren Ministers wiederherzustellen.
In einer ersten Vernehmung im Mai 1965 bestritt Asbach als Kreishauptmann für die Judenpolitik zuständig gewesen zu sein und betonte Konflikte zwischen der Zivilverwaltung und der SS. Zeitangaben Asbachs waren vage gehalten und erschwerten den Ermittlern die Zuordnung von Tatvorwürfen zu Beschuldigten. Asbachs Anwalt drängte auf die Vernehmung von Ludwig Losacker, der im Generalgouvernement zeitweise Asbachs Vorgesetzter gewesen war und in zahlreichen Verfahren gegen frühere Beamte im Generalgouvernement als Entlastungszeuge aufgetreten war. Da in den 1960er Jahren kaum Erkenntnisse über Aufbau und Arbeit der Zivilverwaltung im Generalgouvernement vorlagen und die Akten der Zivilverwaltung weitgehend vernichtet worden oder verloren gegangen waren, werteten die Ermittler damalige Gesetze, Verordnungen und Zeitungsberichte aus. Die Auswertung weiterer Ermittlungsverfahren gegen Kreishauptleute ergab, dass das Verhältnis zwischen Zivilverwaltung und Sicherheitskräften individuell unterschiedlich war, von der Durchsetzungsfähigkeit der Beteiligten abhing und sich im Zeitverlauf änderte, aber weitaus weniger von Konflikten bestimmt war, als dies von Beschuldigten in Zeugenaussagen dargestellt wurde. Für eine Mordanklage war der Nachweis erforderlich, dass Asbach zum Zeitpunkt der Deportation der Juden wusste, dass ihre Ermordung geplant war. Wie in anderen Verfahren gegen Kreishauptleute war dieser Nachweis ohne Geständnis des Beschuldigten kaum zu führen.
Im April 1965 bei Asbach durchgeführte Hausdurchsuchungen erbrachten nur wenig Erkenntnisse zu den Tatvorwürfen; allerdings wurden Briefe beschlagnahmt, die die Teilnahme Asbachs an früheren Zeugenabsprachen dokumentierten: 1955 hatten Asbach, seine ehemalige Sekretärin sowie Ludwig Losbacher in einem Entschädigungsverfahren vor dem Landgericht Stuttgart geleugnet, dass es in Bereschany und Janow-Lubelski Zwangsarbeiterlager und Ghettos gegeben habe. Eine im September 1966 bei Asbachs Stellvertreter in Bereschany, Fritz Tichy, vorgenommene Hausdurchsuchung bestätigte Vermutungen der Ermittler, dass Losacker eine zentrale Rolle bei Zeugenabsprachen im Verfahren gegen Asbach spielte. Zudem wurde bekannt, dass Tichy und ein weiterer Zeuge für den Bundesnachrichtendienst (BND) arbeiteten. Da der BND im Juni 1965 Akten des Ermittlungsverfahrens gegen Asbach angefordert hatte, schlossen die Ermittler nicht mehr aus, „daß die Akten seinerzeit beim Bundesnachrichtendienst in falsche Hände geraten sind“. Dies wurde im November 1966 vom Präsidenten des BND, Reinhard Gehlen, bestritten. 1968 gab Asbachs ehemalige Sekretärin zu, dass sie auf Druck Asbachs in früheren Vernehmungen unzutreffende Angaben gemacht und Informationen verschwiegen habe. Daraufhin wurde gegen Asbach ein Ermittlungsverfahren wegen Anstiftung zur Falschaussage eingeleitet.
Im Juli 1968 legte der Kieler Staatsanwalt Hans Hadeler den über 500 Seiten umfassenden Abschlussbericht der Ermittlungen vor, der massive Vorwürfe gegen Asbach enthielt. Dabei empfahl Hadeler, sich in der anschließenden gerichtlichen Voruntersuchung auf sieben von 19 Taten zu beschränken, für die genug stichhaltige Beweise vorliegen würden. Bevor Hadeler den Antrag auf Voruntersuchung fertigstellen konnte, wurde er zum Kraftfahrt-Bundesamt in Flensburg-Mürwik versetzt, dessen Präsident er später wurde. Dem Historiker Markus Roth zufolge liegt die Vermutung nahe, dass durch die Versetzung versucht wurde, das Verfahren „auf kaltem Wege ins Leere laufen zu lassen“; Hadeler habe im Vergleich zu anderen Verfahren wegen nationalsozialistischer Gewaltverbrechen mit „großem Engagement“ ermittelt. Hadeler selbst hielt 2007 eine Einflussnahme auf das Verfahren für sehr gut möglich, konnte jedoch keine Beweise anführen.
Im Oktober 1969 eröffnete das Landgericht Lübeck die Voruntersuchung gegen Asbach. Laut Eröffnungsverfügung wurde ihm vorgeworfen,

„durch sieben selbständige Handlungen, zum Teil gemeinschaftlich mit Hitler, Himmler und anderen Tätern handelnd, insgesamt mindestens 3148 jüdische Menschen und einen Polen aus niedrigen Beweggründen, nämlich aus Rassenhaß, teilweise auch heimtückisch oder grausam und jedenfalls in einem Fall mit Überlegung handelnd, getötet zu haben.“

Die Voruntersuchung brachte bis zu ihrem Abschluss im August 1974 keine wesentlichen neuen Erkenntnisse. Im November 1975 kam die zuständige Staatsanwaltschaft zu dem Schluss, dass in keinem der Asbach zur Last gelegten Fälle die Beweislage für ein Hauptverfahren ausreiche. Dabei ging die Staatsanwaltschaft davon aus, dass Asbach spätestens im Frühjahr 1942 bekannt gewesen sein müsse, dass der Sinn der Erfassung und Konzentrierung der Juden ihre Ermordung war. Zugleich nahm die Staatsanwaltschaft an, dass ab Juni 1942 die alleinige Zuständigkeit für „Judenangelegenheiten“ beim SS- und Polizeiführer Fritz Katzmann lag. Damit könne Asbach nur für Taten zwischen Frühjahr und Juni 1942 zur Verantwortung gezogen werden. Das Lübecker Landgericht schloss sich dieser Auffassung am 25. März 1976, wenige Tage vor Asbachs Tod, an.